# کورت برنارد
کورت برنارد (انگلیسی: Kurt Bernard؛ زادهٔ ۸ دسامبر ۱۹۷۷) یک بازیکن فوتبال اهل کاستاریکا است.
وی همچنین در تیم ملی فوتبال کاستاریکا بازی کرده‌است.